# Metiltransferasi

Un gruppo metile

Una metiltransferasi è un enzima appartenente alla classe delle transferasi, in grado di trasferire un gruppo metile da una molecola donatrice ad un accettore. Secondo la classificazione EC, tutte le metiltransferasi sono raggruppate nella sotto-sottoclasse EC 2.1.1.
La metilazione mediata da questi enzimi ha solitamente luogo presso le basi azotate del DNA o sugli amminoacidi che compongono le proteine. La fonte di metili utilizzata dalle metiltransferasi è il metile reattivo legato allo zolfo della S-adenosil metionina (SAM).
La metilazione del DNA è spesso utilizzata per silenziare e regolare i geni senza modificarne la sequenza. Tale metilazione, possibile grazie alla DNA metiltransferasi, avviene presso i residui di citosina ed è necessaria per molti processi connessi allo sviluppo embrionale dei mammiferi. Mutanti privi di tale enzima si sono rivelati non vitali. La metilazione è stata anche correlata allo sviluppo del cancro: la metilazione di geni oncosoppressori, infatti, promuove la tumorigenesi e la metastasi. Le metiltransferasi sito-specifiche presentano specificità di sequenza metilata, spesso identiche a quelle di alcuni enzimi di restrizione. La metilazione, in questi casi, può aver la funzione di proteggere il DNA dal taglio enzimatico, dal momento che gli enzimi di restrizione non sono in grado di tagliare sequenze metilate.
La metilazione degli amminoacidi durante la formazione delle proteine porta concretamente ad un aumento del numero di differenti residui, con una conseguente diversità di funzioni. Le metilazioni hanno luogo presso gli atomi di azoto delle catene laterali o presso l'estremità N-terminale. In entrambi i casi, si tratta di reazioni solitamente irreversibili.

## Enzimi appartenenti alla sotto-sottoclasse
| numero EC    | nome accettato                                                               |
| ------------ | ---------------------------------------------------------------------------- |
| EC 2.1.1.1   | nicotinammide-N-metiltransferasi                                             |
| EC 2.1.1.2   | guanidinoacetato N-metiltransferasi                                          |
| EC 2.1.1.3   | tetina-omocisteina S-metiltransferasi                                        |
| EC 2.1.1.4   | acetilserotonina O-metiltransferasi                                          |
| EC 2.1.1.5   | betaina-omocisteina S-metiltransferasi                                       |
| EC 2.1.1.6   | catecolo O-metiltransferasi                                                  |
| EC 2.1.1.7   | nicotinato N-metiltransferasi                                                |
| EC 2.1.1.8   | istammina N-metiltransferasi                                                 |
| EC 2.1.1.9   | tiolo S-metiltransferasi                                                     |
| EC 2.1.1.10  | omocisteina S-metiltransferasi                                               |
| EC 2.1.1.11  | magnesio protoporfirina IX metiltransferasi                                  |
| EC 2.1.1.12  | metionina S-metiltransferasi                                                 |
| EC 2.1.1.13  | metionina sintasi                                                            |
| EC 2.1.1.14  | 5-metiltetraidropteroiltriglutammato-omocisteina S-metiltransferasi          |
| EC 2.1.1.15  | acido grasso O-metiltransferasi                                              |
| EC 2.1.1.16  | metilene-acido grasso-fosfolipide sintasi                                    |
| EC 2.1.1.17  | fosfatidiletanolammina N-metiltransferasi                                    |
| EC 2.1.1.18  | polisaccaride O-metiltransferasi                                             |
| EC 2.1.1.19  | trimetilsulfonium-tetraidrofolato N-metiltransferasi                         |
| EC 2.1.1.20  | glicina N-metiltransferasi                                                   |
| EC 2.1.1.21  | metilammina-glutammato N-metiltransferasi                                    |
| EC 2.1.1.22  | carnosina N-metiltransferasi                                                 |
| EC 2.1.1.25  | fenolo O-metiltransferasi                                                    |
| EC 2.1.1.26  | iodofenolo O-metiltransferasi                                                |
| EC 2.1.1.27  | tirammina N-metiltransferasi                                                 |
| EC 2.1.1.28  | feniletanolammina N-metiltransferasi                                         |
| EC 2.1.1.29  | tRNA (citosina-5-)-metiltransferasi                                          |
| EC 2.1.1.31  | tRNA (guanina-N1-)-metiltransferasi                                          |
| EC 2.1.1.32  | tRNA (guanina-N2-)-metiltransferasi                                          |
| EC 2.1.1.33  | tRNA (guanina-N7-)-metiltransferasi                                          |
| EC 2.1.1.34  | tRNA guanosina-2'-O-metiltransferasi                                         |
| EC 2.1.1.35  | tRNA (uracile-5-)-metiltransferasi                                           |
| EC 2.1.1.36  | tRNA (adenina-N1-)-metiltransferasi                                          |
| EC 2.1.1.37  | DNA (citosina-5-)-metiltransferasi                                           |
| EC 2.1.1.38  | O-demetilpuromicina O-metiltransferasi                                       |
| EC 2.1.1.39  | inositolo 3-metiltransferasi                                                 |
| EC 2.1.1.40  | inositolo 1-metiltransferasi                                                 |
| EC 2.1.1.41  | sterolo 24-C-metiltransferasi                                                |
| EC 2.1.1.42  | luteolina O-metiltransferasi                                                 |
| EC 2.1.1.43  | istone-lisina N-metiltransferasi                                             |
| EC 2.1.1.44  | dimetilistidina N-metiltransferasi                                           |
| EC 2.1.1.45  | timidilato sintasi                                                           |
| EC 2.1.1.46  | isoflavone 4'-O-metiltransferasi                                             |
| EC 2.1.1.47  | indolopiruvato C-metiltransferasi                                            |
| EC 2.1.1.48  | rRNA (adenina-N6-)-metiltransferasi                                          |
| EC 2.1.1.49  | ammina N-metiltransferasi                                                    |
| EC 2.1.1.50  | loganato O-metiltransferasi                                                  |
| EC 2.1.1.51  | rRNA (guanina-N1-)-metiltransferasi                                          |
| EC 2.1.1.52  | rRNA (guanina-N2-)-metiltransferasi                                          |
| EC 2.1.1.53  | putrescina N-metiltransferasi                                                |
| EC 2.1.1.54  | deossicitidilato C-metiltransferasi                                          |
| EC 2.1.1.55  | tRNA (adenina-N6-)-metiltransferasi                                          |
| EC 2.1.1.56  | mRNA (guanina-N7-)-metiltransferasi                                          |
| EC 2.1.1.57  | mRNA (nucleoside-2'-O-)-metiltransferasi                                     |
| EC 2.1.1.59  | (citocromo c)-lisina N-metiltransferasi                                      |
| EC 2.1.1.60  | calmodulina-lisina N-metiltransferasi                                        |
| EC 2.1.1.61  | tRNA (5-metilaminometil-2-tiouridilato)-metiltransferasi                     |
| EC 2.1.1.62  | mRNA (2'-O-metiladenosina-N6-)-metiltransferasi                              |
| EC 2.1.1.63  | DNA metilato-cisteina-(proteina) S-metiltransferasi                          |
| EC 2.1.1.64  | 3-demetilubichinone-9 3-O-metiltransferasi                                   |
| EC 2.1.1.65  | licodione 2'-O-metiltransferasi                                              |
| EC 2.1.1.66  | rRNA (adenosina-2'-O-)-metiltransferasi                                      |
| EC 2.1.1.67  | tiopurina S-metiltransferasi                                                 |
| EC 2.1.1.68  | caffeato O-metiltransferasi                                                  |
| EC 2.1.1.69  | 5-idrossifuranocumarina 5-O-metiltransferasi                                 |
| EC 2.1.1.70  | 8-idrossifuranocumarina 8-O-metiltransferasi                                 |
| EC 2.1.1.71  | fosfatidil-N-metiletanolammina N-metiltransferasi                            |
| EC 2.1.1.72  | DNA-metiltransferasi sito-specifica (specifica per adenina)                  |
| EC 2.1.1.74  | metilenetetraidrofolato-tRNA-(uracile-5-)-metiltransferasi (ossida il FADH2) |
| EC 2.1.1.75  | apigenina 4'-O-metiltransferasi                                              |
| EC 2.1.1.76  | quercetina 3-O-metiltransferasi                                              |
| EC 2.1.1.77  | proteina-L-isoaspartato(D-aspartato) O-metiltransferasi                      |
| EC 2.1.1.78  | isoorientina 3'-O-metiltransferasi                                           |
| EC 2.1.1.79  | ciclopropano-acido grasso-fosfolipide sintasi                                |
| EC 2.1.1.80  | proteina-glutammato O-metiltransferasi                                       |
| EC 2.1.1.82  | 3-metilquercetina 7-O-metiltransferasi                                       |
| EC 2.1.1.83  | 3,7-dimetilquercetina 4'-O-metiltransferasi                                  |
| EC 2.1.1.84  | metilquercetagetina 6-O-metiltransferasi                                     |
| EC 2.1.1.85  | proteina-istidina N-metiltransferasi                                         |
| EC 2.1.1.86  | tetraidrometanopterina S-metiltransferasi                                    |
| EC 2.1.1.87  | piridina N-metiltransferasi                                                  |
| EC 2.1.1.88  | 8-idrossiquercetina 8-O-metiltransferasi                                     |
| EC 2.1.1.89  | tetraidrocolumbammina 2-O-metiltransferasi                                   |
| EC 2.1.1.90  | metanolo-5-idrossibenzimidazolilcobammide Co-metiltransferasi                |
| EC 2.1.1.91  | isobutirraldossime O-metiltransferasi                                        |
| EC 2.1.1.92  | bergaptolo O-metiltransferasi                                                |
| EC 2.1.1.93  | xantotossolo O-metiltransferasi                                              |
| EC 2.1.1.94  | tabersonina 16-O-metiltransferasi                                            |
| EC 2.1.1.95  | tocoferolo O-metiltransferasi                                                |
| EC 2.1.1.96  | tioetere S-metiltransferasi                                                  |
| EC 2.1.1.97  | 3-idrossiantranilato 4-C-metiltransferasi                                    |
| EC 2.1.1.98  | diftina sintasi                                                              |
| EC 2.1.1.99  | 3-idrossi-16-metossi-2,3-diidrotabersonina N-metiltransferasi                |
| EC 2.1.1.100 | proteina-S-isoprenilcisteina O-metiltransferasi                              |
| EC 2.1.1.101 | macrocina O-metiltransferasi                                                 |
| EC 2.1.1.102 | demetilmacrocina O-metiltransferasi                                          |
| EC 2.1.1.103 | fosfoetanolammina N-metiltransferasi                                         |
| EC 2.1.1.104 | caffeoil-CoA O-metiltransferasi                                              |
| EC 2.1.1.105 | N-benzoil-4-idrossiantranilato 4-O-metiltransferasi                          |
| EC 2.1.1.106 | triptofano 2-C-metiltransferasi                                              |
| EC 2.1.1.107 | uroporfirinogeno-III C-metiltransferasi                                      |
| EC 2.1.1.108 | 6-idrossimelleina O-metiltransferasi                                         |
| EC 2.1.1.109 | demetilsterigmatocistina 6-O-metiltransferasi                                |
| EC 2.1.1.110 | sterigmatocistina 8-O-metiltransferasi                                       |
| EC 2.1.1.111 | antranilato N-metiltransferasi                                               |
| EC 2.1.1.112 | glucuronossilano 4-O-metiltransferasi                                        |
| EC 2.1.1.113 | DNA-metiltransferasi sito specifica (specifica per citosina-N4)              |
| EC 2.1.1.114 | esaprenildiidrossibenzoato metiltransferasi                                  |
| EC 2.1.1.115 | (RS)-1-benzil-1,2,3,4-tetraidroisochinolina N-metiltransferasi               |
| EC 2.1.1.116 | 3'-idrossi-N-metil-(S)-coclaurina 4'-O-metiltransferasi                      |
| EC 2.1.1.117 | (S)-scoulerina 9-O-metiltransferasi                                          |
| EC 2.1.1.118 | columbamina O-metiltransferasi                                               |
| EC 2.1.1.119 | 10-idrossidiidrosanguinarina 10-O-metiltransferasi                           |
| EC 2.1.1.120 | 12-idrossidiidrochelirubina 12-O-metiltransferasi                            |
| EC 2.1.1.121 | 6-O-metilnorlaudanosolina 5'-O-metiltransferasi                              |
| EC 2.1.1.122 | (S)-tetraidroprotoberberina N-metiltransferasi                               |
| EC 2.1.1.123 | (citocromo-c)-metionina S-metiltransferasi                                   |
| EC 2.1.1.124 | (citocromo c)-arginina N-metiltransferasi                                    |
| EC 2.1.1.125 | istone-arginina N-metiltransferasi                                           |
| EC 2.1.1.126 | (proteina basica della mielina)-arginina N-metiltransferasi                  |
| EC 2.1.1.127 | (ribulosio-bisfosfato carbossilasi)-lisina N-metiltransferasi                |
| EC 2.1.1.128 | (RS)-norcoclaurina 6-O-metiltransferasi                                      |
| EC 2.1.1.129 | inositolo 4-metiltransferasi                                                 |
| EC 2.1.1.130 | precorrina-2 C20-metiltransferasi                                            |
| EC 2.1.1.131 | precorrina-3B C17-metiltransferasi                                           |
| EC 2.1.1.132 | precorrina-6Y C5,15-metiltransferasi (decarbossilante)                       |
| EC 2.1.1.133 | precorrina-4 C11-metiltransferasi                                            |
| EC 2.1.1.136 | clorofenolo O-metiltransferasi                                               |
| EC 2.1.1.137 | arsenito metiltransferasi                                                    |
| EC 2.1.1.139 | 3'-demetilstaurosporina O-metiltransferasi                                   |
| EC 2.1.1.140 | (S)-coclaurina-N-metiltransferasi                                            |
| EC 2.1.1.141 | jasmonato O-metiltransferasi                                                 |
| EC 2.1.1.142 | cicloartenolo 24-C-metiltransferasi                                          |
| EC 2.1.1.143 | 24-metilenesterolo C-metiltransferasi                                        |
| EC 2.1.1.144 | trans-aconitato 2-metiltransferasi                                           |
| EC 2.1.1.145 | trans-aconitato 3-metiltransferasi                                           |
| EC 2.1.1.146 | (iso)eugenolo O-metiltransferasi                                             |
| EC 2.1.1.147 | coridalina sintasi                                                           |
| EC 2.1.1.148 | timidilato sintasi (FAD)                                                     |
| EC 2.1.1.149 | miricetina O-metiltransferasi                                                |
| EC 2.1.1.150 | isoflavone 7-O-metiltransferasi                                              |
| EC 2.1.1.151 | fattore cobalto II C20-metiltransferasi                                      |
| EC 2.1.1.152 | precorrina-6A sintasi (deacetila)                                            |
| EC 2.1.1.153 | vitesina 2"-O-ramnoside 7-O-metiltransferasi                                 |
| EC 2.1.1.154 | isoliquiritigenina 2'-O-metiltransferasi                                     |
| EC 2.1.1.155 | caempferolo 4'-O-metiltransferasi                                            |
| EC 2.1.1.156 | glicina/sarcosina N-metiltransferasi                                         |
| EC 2.1.1.157 | sarcosina/dimetilglicina N-metiltransferasi                                  |